# Henry Lauterbach
Henry Lauterbach (República Democrática Alemana, 22 de agosto de 1957) es un atleta alemán retirado especializado en la prueba de salto de longitud, en la que consiguió ser campeón europeo en pista cubierta en 1982.

## Carrera deportiva
En el Campeonato Europeo de Atletismo en Pista Cubierta de 1982 ganó la medalla de oro en el salto de longitud, con un salto de 7.86 metros, por delante del suizo Rolf Bernhard (plata con 7.83 metros) y el italiano Giovanni Evangelisti  (bronce también con 7.83 metros).